# Danny Trevathan
Danny Trevathan (* 24. März 1990 in Youngstown, Ohio) ist ein ehemaliger US-amerikanischer American-Football-Spieler auf der Position des Linebackers. Er spielte für die Denver Broncos und Chicago Bears in der National Football League (NFL).
Trevathan gewann mit den Denver Broncos den Super Bowl 50.

## College
Trevathan ging auf die University of Kentucky. In seinem letzten College-Jahr erzielte er 144 Tackles.

## NFL
Nachdem Trevathan sich bereits für den NFL Draft 2011 angemeldet hatte, jedoch entschied, ein weiteres Jahr auf dem College zu bleiben, wurde er im NFL Draft 2012 in der sechsten Runde an 188. Stelle von den Denver Broncos ausgewählt. In seiner ersten Saison erzielte er 33 Tackles. Schon in seiner zweiten Saison waren es 129. Auf Grund einer Verletzung am Knie verpasste er mehrere Spiele der Saison 2014 und kam insgesamt nur dreimal zum Einsatz in dieser Saison. 2015 fand er zu alter Stärke zurück und erzielte in 15 Saisonspielen 109 Tackles. Er wurde mit den Broncos Meister der American Football Conference (AFC) und sie erreichten den Super Bowl 50, welchen sie mit 24:10 gegen die Carolina Panthers gewannen.
Zur Saison 2016 wechselte Trevathan zu den Chicago Bears. Nach der Saison 2021 entließen die Bears Trevathan im März 2022.